# Coppa delle nazioni africane (calcio a 5)
La Coppa delle nazioni africane (in inglese Futsal Africa Cup of Nations e fino al 2015 CAF Futsal Championship), detta comunemente Coppa d'Africa, è la più importante competizione calcettistica per selezioni nazionali organizzato dalla Confédération Africaine de Football. Il torneo si svolge dal 1996 ogni quattro anni. Oltre a designare il campione continentale, la manifestazione vale anche come torneo di qualificazione alla fase finale della FIFA Futsal World Cup.

## Storia
Le prime due edizioni si sono svolte a Il Cairo dove l'Egitto ospitante è diventato campione continentale. L'edizione del 2004 è stata caratterizzata dalla rinuncia dell'Egitto all'organizzazione della manifestazione nei propri impianti, costringendo la CAF a variare il regolamento, con gare di andata e ritorno in casa delle singole nazionali. Dal 2008 l'edizione si svolge regolarmente ogni quattro anni, eccezione fatta nel 2011 quando il Burkina Faso, nazione ospitante, rinunciò, annullando così la manifestazione.

## Edizioni
| Anno          | Ospitante                | Finale     | Finale       | Finale        | Finale 3º posto | Finale 3º posto         | Finale 3º posto |
| Anno          | Ospitante                | Vincitore  | Risultato    | Secondo posto | Terzo posto     | Risultato               | Quarto posto    |
| ------------- | ------------------------ | ---------- | ------------ | ------------- | --------------- | ----------------------- | --------------- |
| 1996 Dettagli | Il Cairo Egitto          | Egitto     | Girone       | Ghana         | Zimbabwe        | Girone                  | Somalia         |
| 2000 Dettagli | Il Cairo Egitto          | Egitto     | Girone       | Marocco       | Libia           | Girone                  | Sudafrica       |
| 2004 Dettagli | Andata e ritorno         | Egitto     | 10 – 2 3 – 5 | Mozambico     | Marocco         | Non disputata           | Guinea-Bissau   |
| 2008 Dettagli | Tripoli Libia            | Libia      | 4 – 3 (dts)  | Egitto        | Marocco         | 3 – 1 (dts)             | Mozambico       |
| 2011 Dettagli | Ouagadougou Burkina Faso | Cancellato | Cancellato   | Cancellato    | Cancellato      | Cancellato              | Cancellato      |
| 2016 Dettagli | Johannesburg Sudafrica   | Marocco    | 3 – 2        | Egitto        | Mozambico       | 5 – 5 (dts) 2 - 1 (dtr) | Zambia          |
| 2020 Dettagli | El Aaiún Marocco         | Marocco    | 5 – 0        | Egitto        | Angola          | 2 – 0                   | Libia           |
| 2024 Dettagli | Rabat Marocco            | Marocco    | 5 – 1        | Angola        | Libia           | 2 – 2                   | Egitto          |

## Medagliere
| Posiz. | Nazione   | Oro | Argento | Bronzo | Totale |
| ------ | --------- | --- | ------- | ------ | ------ |
| 1      | Egitto    | 3   | 3       | 0      | 6      |
| 2      | Marocco   | 3   | 1       | 2      | 6      |
| 3      | Libia     | 1   | 0       | 2      | 3      |
| 4      | Mozambico | 0   | 1       | 1      | 2      |
| 4      | Angola    | 0   | 1       | 1      | 2      |
| 5      | Ghana     | 0   | 1       | 0      | 1      |
| 6      | Zimbabwe  | 0   | 0       | 1      | 1      |